# Teresa Aguilar Vila
Teresa Aguilar Vila (Castellserà, 22 de febrer de 1962) és una pedagoga i escriptora catalana. Ha publicat Homes i nens (1993, narrativa) i les novel·les Hotel Mar (1993) i Les hores bruixes (1993). Ha rebut els premis Joanot Martorell de narrativa de Gandia, 1993 per Les hores bruixes; L'Encobert, 1993 per Homes i nens; i el Ciutat de Badalona - Països Catalans Solstici d'Estiu, 1993 per Hotel Mar.